# فالنتين كاتاسونوف
فالنتين يورييقتش كاتاسونوف (بالروسية: Катасонов Валентин Юрьевич (ولد 5 أبريل 1950) عالم اقتصاد روسي، متخصص في الاقتصاد البيئي والعلاقات النقدية الدولية، والبنوك والذهب في التمويل العالمي. تخرج من معهد موسكو الحكومي للعلاقات الدولية وعمل بروفيسور فيه حتى تقاعد في 2018.

## النشأة والتعليم
خرج من كلية العلاقات الاقتصادية الدولية في معهد موسكو الحكومي للعلاقات الدولية بوزارة الخارجية في اتحاد الجمهوريات الاشتراكية السوفياتية ، متخصص في الاقتصاد في التجارة الخارجية، في عام 1976 دافع عن أطروحته "تنظيم احتكار الدولة لحماية البيئة في الولايات المتحدة". في عام 1991 دافع عن أطروحة الدكتوراه "ملامح تدويل الحياة الاقتصادية في ظروف تفاقم الوضع البيئي العالمي.